# Lista odcinków serialu Zabójcze umysły: poza granicami
Poniżej znajduje się lista odcinków serialu telewizyjnego Zabójcze umysły: poza granicami – emitowanego przez amerykańską stację telewizyjną CBS od 16 marca 2016 roku do 17 maja 2017 roku. Powstały dwie serie, które łącznie składają się z 26 odcinków. W Polsce serial jest emitowany od 25 maja 2016 roku do 6 września 2017 roku przez AXN.
| Sezon | Sezon | Odcinki | Oryginalna emisja CBS | Oryginalna emisja CBS | Oryginalna emisja AXN | Oryginalna emisja AXN | Oryginalna emisja AXN |
| Sezon | Sezon | Odcinki | Premiera sezonu       | Finał sezonu          | Premiera sezonu       | Finał sezonu          |                       |
| ----- | ----- | ------- | --------------------- | --------------------- | --------------------- | --------------------- | --------------------- |
|       | Pilot | 1       | 8 kwietnia 2015       | 8 kwietnia 2015       | 30 lipca 2015         | 30 lipca 2015         |                       |
|       | 1     | 13      | 16 marca 2016         | 25 maja 2016          | 25 maja 2016          | 17 sierpnia 2016      |                       |
|       | 2     | 13      | 1 marca 2017          | 17 maja 2017          | 14 czerwca 2017       | 6 września 2017       |                       |

## Pilot (2015)
Jest odcinkiem z serialu Zabójcze umysły
| Nr w serii Zabójcze umysły | # Sezon 10 Zabójcze umysły | Tytuł          | Reżyseria     | Scenariusz   | Premiera CBS    | Premiera AXN  |
| -------------------------- | -------------------------- | -------------- | ------------- | ------------ | --------------- | ------------- |
| 229                        | 19                         | Beyond Borders | Glenn Kershaw | Erica Messer | 8 kwietnia 2015 | 30 lipca 2015 |

## Sezon 1 (2016)
| Nr | #  | Tytuł                      | Reżyseria          | Scenariusz          | Premiera CBS     | Premiera AXN     |
| -- | -- | -------------------------- | ------------------ | ------------------- | ---------------- | ---------------- |
| 1  | 1  | The Harmful One            | Colin Bucksey      | Erica Messer        | 16 marca 2016    | 25 maja 2016     |
| 2  | 2  | Harvested                  | Rob Bailey         | Erica Meredith      | 23 marca 2016    | 1 czerwca 2016   |
| 3  | 3  | Denial                     | Rod Holcomb        | Adam Glass          | 30 marca 2016    | 8 czerwca 2016   |
| 4  | 4  | Whispering Death           | Larry Teng         | Adam Glass          | 6 kwietnia 2016  | 15 czerwca 2016  |
| 5  | 5  | The Lonely Heart           | Constantine Makris | Ticona S. Joy       | 6 kwietnia 2016  | 22 czerwca 2016  |
| 6  | 6  | Love Interrupted           | Paul A. Kaufman    | Adam Glass          | 13 kwietnia 2016 | 29 czerwca 2016  |
| 7  | 7  | Citizens of the World      | Alec Smight        | Matthew Lau         | 20 kwietnia 2016 | 6 lipca 2016     |
| 8  | 8  | De Los Inocentes           | Jeannot Szwarc     | Christopher Barbour | 27 kwietnia 2016 | 13 lipca 2016    |
| 9  | 9  | The Matchmaker             | Matt Earl Beesley  | Tim Clemente        | 4 maja 2016      | 20 lipca 2016    |
| 10 | 10 | Iqiniso                    | Laura Belsey       | Christopher Barbour | 11 maja 2016     | 27 lipca 2016    |
| 11 | 11 | The Ballad of Nick and Nat | Jeremiah Chechik   | Daniele Nathanson   | 11 maja 2016     | 3 sierpnia 2016  |
| 12 | 12 | El Toro Bravo              | Tawnia McKiernan   | Erica Meredith      | 25 maja 2016     | 10 sierpnia 2016 |
| 13 | 13 | Paper Orphans              | Félix Alcalá       | Erica Messer        | 25 maja 2016     | 17 sierpnia 2016 |

## Sezon 2 (2017)
| Nr | #  | Tytuł                     | Reżyseria          | Scenariusz          | Premiera CBS     | Premiera AXN     |
| -- | -- | ------------------------- | ------------------ | ------------------- | ---------------- | ---------------- |
| 14 | 1  | Lost Souls                | Alec Smight        | Erica Messer        | 8 marca 2017     | 14 czerwca 2017  |
| 15 | 2  | II Mostro                 | Leon Icasho        | Christopher Barbour | 15 marca 2017    | 21 czerwca 2017  |
| 16 | 3  | The Devil's Breath        | Oz Scott           | Adam Glass          | 22 marca 2017    | 28 czerwca 2017  |
| 17 | 4  | Pretty Like Me            | Greg Prange        | Daniele Nathanson   | 29 marca 2017    | 5 lipca 2017     |
| 18 | 5  | Made In...                | Jean-not Szwarc    | Erica Meredith      | 5 kwietnia 2017  | 12 lipca 2017    |
| 19 | 6  | Cinderella and the Dragon | Diana Valentine    | Matthew Lau         | 12 kwietnia 2017 | 19 lipca 2017    |
| 20 | 7  | La Huesuda                | Rod Holcomb        | Adam Glass          | 12 kwietnia 2017 | 26 lipca 2017    |
| 21 | 8  | Pankration                | Laura Belsey       | Ticona S. Joy       | 19 kwietnia 2017 | 2 sierpnia 2017  |
| 22 | 9  | Blowback                  | Nina Lopez-Corrado | Christopher Barbour | 26 kwietnia 2017 | 9 sierpnia 2017  |
| 23 | 10 | Type A                    | Christoph Schrewe  | Tim Clemente        | 3 maja 2017      | 16 sierpnia 2017 |
| 24 | 11 | Obey                      | Gus Makris         | Daniele Nathanson   | 10 maja 2017     | 23 sierpnia 2017 |
| 25 | 12 | Abominable                | Jennifer Lynch     | Matthew Lau         | 17 maja 2017     | 30 sierpnia 2017 |
| 26 | 13 | The Ripper of Riga        | Mikael Salomon     | Adam Glass          | 17 maja 2017     | 6 września 2017  |